# Halla Tómasdóttir
Halla Tómasdóttir (Reykjavík, 1968. október 11. –) Izland hetedik elnöke.

## Élete
2006 és 2007 között Halla az Izlandi Kereskedelmi Kamara (Viðskiptaráð Íslands) főigazgatója volt.
Halla 2016-ban Kópavogurban élt férjével és két gyermekével.